# Kościół św. Ludgera w Billerbeck
Kościół św. Ludgera w Billerbeck (niem. Propsteikirche St. Ludgerus lub Ludgerus-Dom) – kościół rzymskokatolicki położony w Billerbeck na terenie diecezji münsterskiej. Pełni funkcję kościoła parafialnego, siedziby prepozyta i sanktuarium św. Ludgera, który zmarł w Billerbeck 26 marca 809 roku. Zbudowany pod koniec XIX wieku w stylu neogotyckim na miejscu wcześniejszego kościoła romańskiego z XI wieku oraz kaplicy grobowej św. Ludgera (Sterbekapelle des Heiligen Liudger) wzniesionej w 1732 roku.
Jest zaliczany do najwybitniejszych budowli neogotyckich na terenie Westfalii.

## Ludger
Ludger urodził się w tym samym roku (742), co król Franków Karol Wielki, a wychowywał się w bogatej rodzinie chrześcijańskiej. Był uczniem św. Grzegorza z Utrechtu i bł. Alkuina z Yorku. Po wyświęceniu na diakona został wysłany na misję do Deventer, a wkrótce potem do Fryzji. W 777 roku został w Kolonii wyświęcony na kapłana. Kontynuował działalność misyjną na terenie Fryzji. Zorganizował ośrodek misyjny w Münster, w centrum Westfalii. W dniu 30 marca 805 roku otrzymał sakrę biskupią stając się tym samym pierwszym biskupem Münster; patronem katedry nowej diecezji został św. Paweł. Już jako biskup Ludger kontynuował działalność misyjną. W Niedzielę Palmową 25 marca 809 roku nauczał w Coesfeld, po czym udał się do pobliskiego Billerbeck, gdzie miał odprawić nabożeństwo i gdzie następnej nocy zmarł.

## Historia kościoła
W XI wieku ku czci Ludgera zbudowano romański kościół. Obok niego na zlecenie biskupa Klemensa Augusta Wittelsbacha architekt Peter Pictorius młodszy zbudował w 1732 roku barokową kaplicę grobową św. Ludgera. Zarówno kościół jak i kaplica zostały rozebrane pod koniec XIX wieku, aby zrobić miejsce pod nowy kościół parafialny. Zbudowany on został w latach 1892–1898 w stylu neogotyckim według projektu architekta z Münster Wilhelma Rincklake. Kamień węgielny położył 7 maja 1893 roku biskup Münster, Hermann Jakob Dingelstad. Ten sam biskup nadał kościołowi honorowy tytuł katedry.

## Architektura

### Wygląd zewnętrzny
Kościół św. Ludgera to trzynawowa bazylika zbudowana na planie krzyża z transeptem i para wież od strony zachodniej. Zarówno architekt jak i artyści pracujący nad wystrojem wnętrza wzorowali się na architekturze średniowiecznego gotyku. Kościół ma 56 m długości i 26 m szerokości. Zbudowane na planie kwadratu wieże wznoszą się na wysokość 100 m. Ich spiczaste hełmy zwieńczone są pozłacanymi kulami ziemskimi, krzyżami i kogutami. Główny portal wejściowy jest flankowany posągami św. Grzegorza z Utrechtu i św. Mikołaja i zwieńczony tympanonem, na szczycie którego umieszczono figurę św. Ludgera. Fasada południowa kościoła została poświęcona Najświętszej Maryi Pannie. Motywem znajdującego się nad portalem reliefu jest Zwiastowanie. Dwie flankujące go dwie rzeźby z piaskowca przedstawiają czcicieli Maryi: św. Bernarda z Clairvaux i św. Hermana Józefa. W 1998 roku, w 100. rocznicę zbudowania kościoła po południowej jego stronie umieszczono kamień pamiątkowy, zaprojektowany przez miejscową malarkę i rzeźbiarkę Mechthild Ammann. Wbudowane w kamień dwie płyty ze stali nierdzewnej przedstawiają historię kościoła.

### Wnętrze

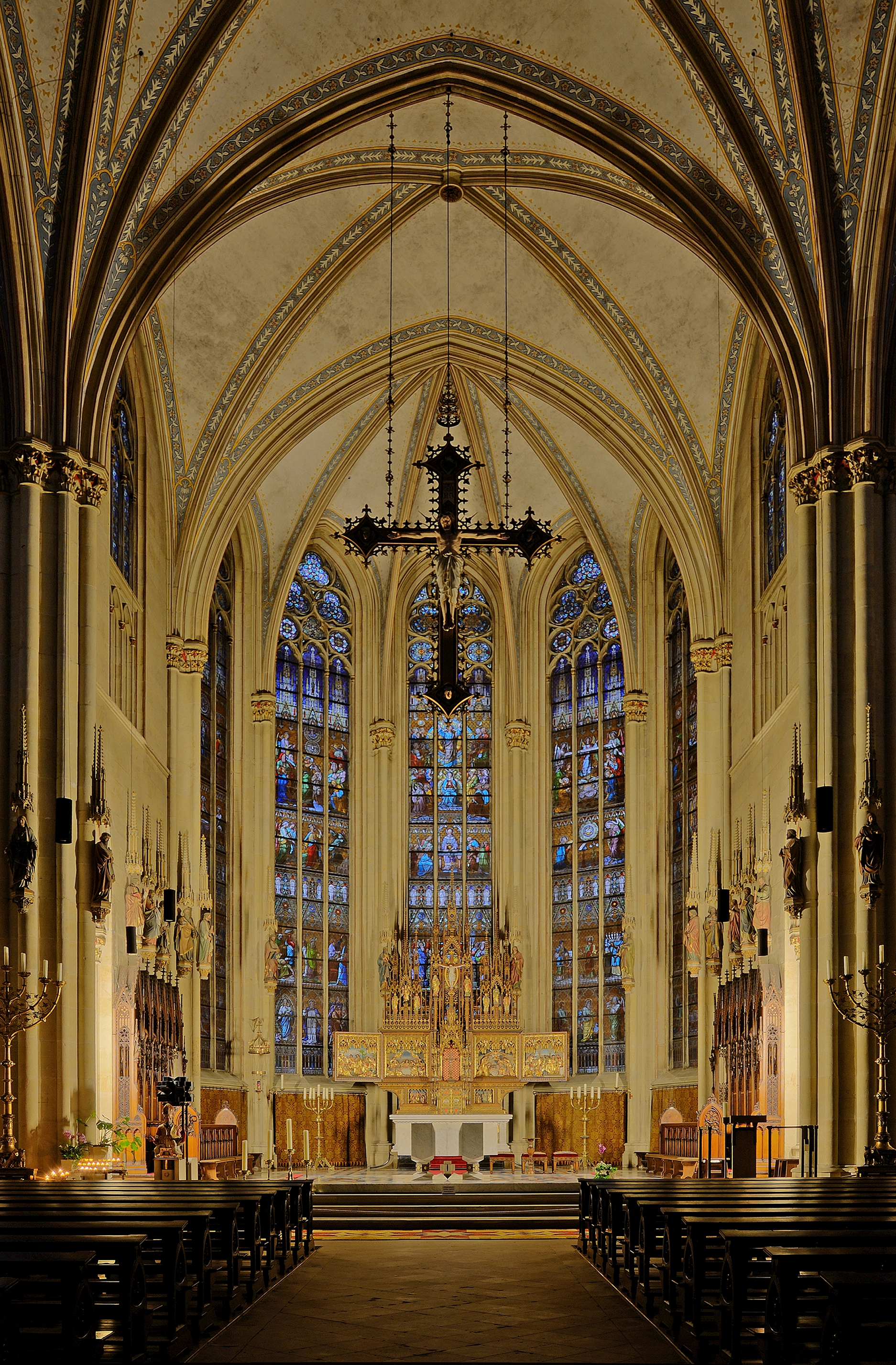
Wnętrze – widok na prezbiterium

Nawy oraz transept nakryte zostały sklepieniem krzyżowo-żebrowym. Wystrój prezbiterium wykonano w 1975 roku według planów Rolfa Crummenauera z Düsseldorfu. Kształt nowego ołtarza z białego marmuru karraryjskiego został opracowany na podstawie wzoru z marmurowej posadzki prezbiterium. Po prawej stronie fotela kapłana znajduje się ambona, natomiast po lewej stela z relikwiami św. Ludgera, przechowywanymi pierwotnie w barokowej kaplicy. Wysokie na 15 m trzyczęściowe okno w prezbiterium przedstawia sceny ze Starego i Nowego Testamentu. Ambonę zdobią postacie świętych i ewangelistów. Prezbiteria naw bocznych dedykowane są odpowiednio: Matce Bożej (nawa północna) i św. Józefowi (nawa południowa).
W wieży południowej znajduje się kaplica grobowa św. Ludgera (Sterbekapelle des heiligen Ludgerus), natomiast w północnej – miejsce pamięci 300 poległych w czasie II wojny światowej. W wieży północnej wisi 5 dzwonów: Salvator, Joseph, Maria, Ludgerus i Crux, natomiast w południowej – 7-tonowy dzwon Liudger-Europa-Glocke, zawieszony 21 listopada 1992 roku z okazji 1250 rocznicy urodzin św. Ludgera. W sygnaturce znajduje się niewielki dzwon Katharina.
Obecnie (2013) w kościele trwa montaż nowych organów, których inauguracja przewidziana jest na 26 marca 2014 roku, w 1205 rocznicę śmierci św. Ludgera.